# Véra Sergine
Véra Sergine (Marie Roche) est une actrice française, née Marie, Marguerite, Aimée Roche, le 18 août 1884 dans le 5e arrondissement de Paris et morte le 19 août 1946 à Cagnes-sur-Mer (Alpes-Maritimes).

## Biographie
Véra Sergine est née au 88 rue Claude Bernard à 11 heures du soir. Son père est chef de bureau au ministère des Cultes et sa mère est russe. Enfant, elle se rend chaque semaine avec sa famille au théâtre du Château-d'Eau.
Elle est élève de Charles Le Bargy, au Conservatoire dee Paris et obtient un premier prix de tragédie en 1904 . Elle joue durant plusieurs années au Théâtre de la Porte-Saint-Martin. Elle fait partie de la grande tournée de propagande conduite par Félix Huguenet en Amérique du Sud.
Elle fut l'épouse du comédien Pierre Renoir, avec lequel elle eut un fils, Claude Renoir, né en décembre 1913, devenu directeur de la photographie. Véra Sergine et Pierre Renoir se sont mariés en décembre 1914 et ont divorcé en juillet 1925. Après son divorce, Véra Sergine a vécu avec le comédien Henri Rollan.
Elle est inhumée au cimetière ancien de Cagnes-sur-Mer, dans les Alpes-Maritimes.

## Filmographie
- 1908 : Marie Stuart de Albert Capellani (court métrage)
- 1909 : Pygmalion de Daniel Riche
- 1909 : La Grande Bretèche de André Calmettes
- 1910 : L'Écharpe de André Calmettes
- 1911 : Moderne Galathée de Georges Denola
- 1912 : Les Deux Gosses d'Adrien Caillard
- 1912 : La Route du devoir  de Georges Denola
- 1914 : Patrie de Albert Capellani
- 1916 : Le Médecin des enfants de Georges Denola : Madame Delormel
- 1917 : Le Geste de Georges Denola : Raymonde Chantrier

## Théâtre

### Comédienne
- 1904 : Armide et Gildis de Camille de Sainte-Croix, Théâtre de l'Odéon
- 1905 : Les Ventres dorés d'Émile Fabre, Théâtre de l'Odéon
- 1905 : Le Cœur et la loi de Victor Margueritte
- 1907 : Le Grand Soir de Leopold Kampf, mise en scène Armand Bour, Théâtre des Arts
- 1908 : La Fille de Pilate de René Fauchois, Théâtre des Arts

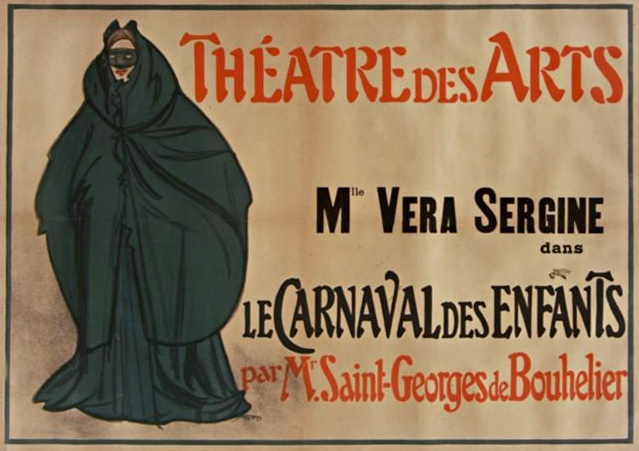
Véra Sergine dans Le Carnaval des Enfants de Saint-Georges de Bouhélier (1910)

- 1911 : Le Martyre de saint Sébastien de Gabriele D'Annunzio, musique Claude Debussy, mise en scène Armand Bour, Théâtre du Chatelet
- 1912 : Bel-Ami, de Fernand Nozière d'après Guy de Maupassant, rôle de Madame Walter, Théâtre du Vaudeville, 23 février
- 1912 : La Foi d'Eugène Brieux, Théâtre de l'Odéon
- 1912 : La Robe rouge d'Eugène Brieux, Théâtre de la Porte-Saint-Martin
- 1913 : Alsace de Gaston Leroux et Lucien Camille, Théâtre Fémina
- 1913 : Hélène Ardouin d'Alfred Capus, Théâtre du Vaudeville
- 1921 : La Passante d'Henry Kistemaeckers, mise en scène Marcel Varnel, Théâtre de Paris
- 1922 : L'Insoumise de Pierre Frondaie, Théâtre Antoine : Fabienne
- 1923 : L'Esclave errante de Henry Kistemaeckers, Théâtre de Paris
- 1924 : La Danse de minuit de Charles Méré, mise en scène Victor Francen, Théâtre de Paris
- 1924 : La Tentation de Charles Méré, mise en scène Véra Sergine, Théâtre de Paris
- 1925 : La nuit est à nous de Henry Kistemaeckers, Théâtre de Paris
- 1928 : Le Carnaval de l'amour de Charles Méré, mise en scène Émile Couvelaine, Théâtre de la Porte-Saint-Martin
- 1928 : Napoléon IV de Maurice Rostand, mise en scène Émile Couvelaine, Théâtre de la Porte-Saint-Martin
- 1932 : Bérénice de Racine, Théâtre Antoine
- 1932 : La Margrave d'Alfred Savoir, mise en scène Louis Jouvet, Comédie des Champs-Élysées
- 1932 : Andromaque de Racine, Théâtre Antoine
- 1932 : Plus jamais ça ! de Fred Angermayer, mise en scène Georges Pitoëff, Théâtre de l'Avenue
- 1936 : Napoléon unique de Paul Raynal, mise en scène Jacques Copeau, Théâtre de la Porte-Saint-Martin

### Mise en scène
- 1924 : La Tentation de Charles Méré, Théâtre de Paris